# Newton Navarro
Newton Navarro Bilro (Natal, 8 de outubro de 1928—Natal, 18 de março de 1992) foi um dramaturgo, poeta, desenhista e pintor brasileiro. Filho de Elpídio Soares Bilro e Celina Navarro Bilro. Nasceu na casa de sua avó, na Av. Rio Branco, em Natal. Viveu boa parte de sua infância na fazenda de seu pai, na comunidade da milhã, em Jardim de Angicos/RN.
Em suas pinturas e obras retratava sobretudo os bairros Redinha e Ribeira/Santos Reis, o rio Potengi e os pescadores.
Em sua homenagem, foi dada o nome dele, a maior e mais alta ponte estaiada do Nordeste, a Ponte Newton Navarro, ligando justamente o bairro da Redinha ao bairro da Ribeira/Santos Reis esse como outros poetas tiveram suas homenagens.